# Konura czarnogłowa
Konura czarnogłowa (Aratinga nenday) – gatunek średniej wielkości ptaka z rodziny papugowatych (Psittacidae). Zamieszkuje centralną Amerykę Południową. Nie jest zagrożony wyginięciem; często spotykany w hodowlach.

## Taksonomia
Po raz pierwszy zgodnie z zasadami nazewnictwa binominalnego gatunek ten opisał Louis Pierre Vieillot w 1823 w Tableau encyclopedique et methodique des trois regnes de la nature. Holotyp pochodził z Paragwaju. Autor nadał nowemu gatunkowi nazwę Psittacus nenday. Obecnie (2020) Międzynarodowy Komitet Ornitologiczny (IOC) umieszcza konurę czarnogłową w rodzaju Aratinga. Uznaje ją za gatunek monotypowy. Niektórzy autorzy wydzielali gatunek do osobnego rodzaju Nandayus, jednak za decyzją IOC przemawiają badania genetyczne.

## Morfologia
Długość ciała wynosi 32–37 cm, masa ciała 120–141 g. Długość skrzydła: 170–190 mm, długość ogona 139–178 mm, długość górnej krawędzi dzioba 22–26 mm, długość skoku 17–20 mm. Czoło, ciemię i część boków głowy jest smoliście czarna. Poza tym ogół upierzenia zielony, od spodu bardziej żółtawy. Pierś niebieska, podobnie jak część lotek. Na pokrywach podogonowych również występuje domieszka niebieskiego. Wyróżniają się czerwone nogawice. Ogon stosunkowo długi, sterówki w górnej części czerwonobrązowe, dalej od ciała niebieskie. Dziób smoliście czarny. Tęczówka czerwonobrązowa, wokół oka występuje naga szara skóra. Nogi różowe.

## Zasięg występowania
Konury czarnogłowe występują od południowo-wschodniej Boliwii (departament Santa Cruz) i południowo-zachodniej Brazylii (zachodni stan Mato Grosso do Sul) przez centralny Paragwaj po północną Argentynę (prowincje: Formosa, wschodnia Chaco, Corrientes). Zdziczałe populacje, wywodzące się od uciekinierów z niewoli, występują m.in. w okolicach Buenos Aires, na Florydzie, w południowej Kalifornii czy na Portoryko. BirdLife International szacuje zasięg występowania na 362 tys. km².

## Ekologia i zachowanie
Środowiskiem życia są otwarte nizinne środowiska do 800 m n.p.m.; zamieszkują również bardziej wilgotne, wschodnie części chaco (jedno doniesienie pochodzi z suchszego Chaco w Boliwii), pantanal i obszary wypasu bydła z występującymi palmami. Są to ptaki towarzyskie, w okresie lęgowym tworzą grupy liczące do 12 osobników. Pożywienie stanowią orzechy, nasiona, owoce (w tym jagody), kwiaty i pąki; często żerują na ziemi.

### Lęgi
Lęgi w Mato Grosso stwierdzono w listopadzie. Gniazdo mieści się w dziupli; zniesienie liczy zwykle 4 jaja. W niewoli inkubacja trwa około 24 dni, a młode opierzają się w pełni po blisko 8 tygodniach.

## Status
IUCN uznaje konurę czarnogłową za gatunek najmniejszej troski (LC, Least Concern) nieprzerwanie od 1988 (stan w 2021). Liczebność populacji nie została oszacowana, ale ptak ten opisywany jest jako dość pospolity. Trend liczebności populacji na wolności uznaje się za wzrostowy. Gatunek znajduje się na liście w załączniku II CITES. Od 1981 do 2005 odnotowano w handlu międzynarodowym 267 246 osobników odłowionych w środowisku naturalnym.